# Nhàn chân đen
Nhàn chân đen (Gelochelidon nilotica; trước đây là Sterna nilotica) là một loài chim biển trong họ Laridae. Tên chi có từ tiếng Hy Lạp cổ đại gelao, "cười", và khelidon, "nuốt". Niloticus cụ thể là từ tiếng Latinh và có nghĩa là sông Nile. Gelochelidon macrotarsa trước đây được xem là một phân loài.

## Hình ảnh

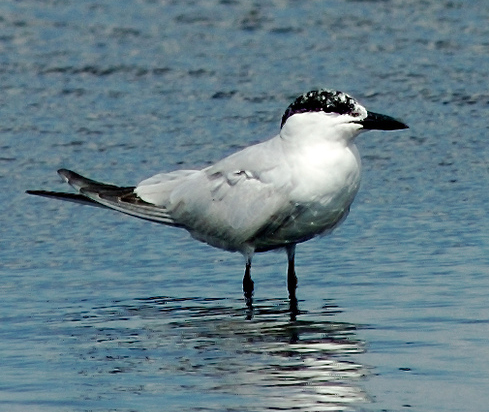
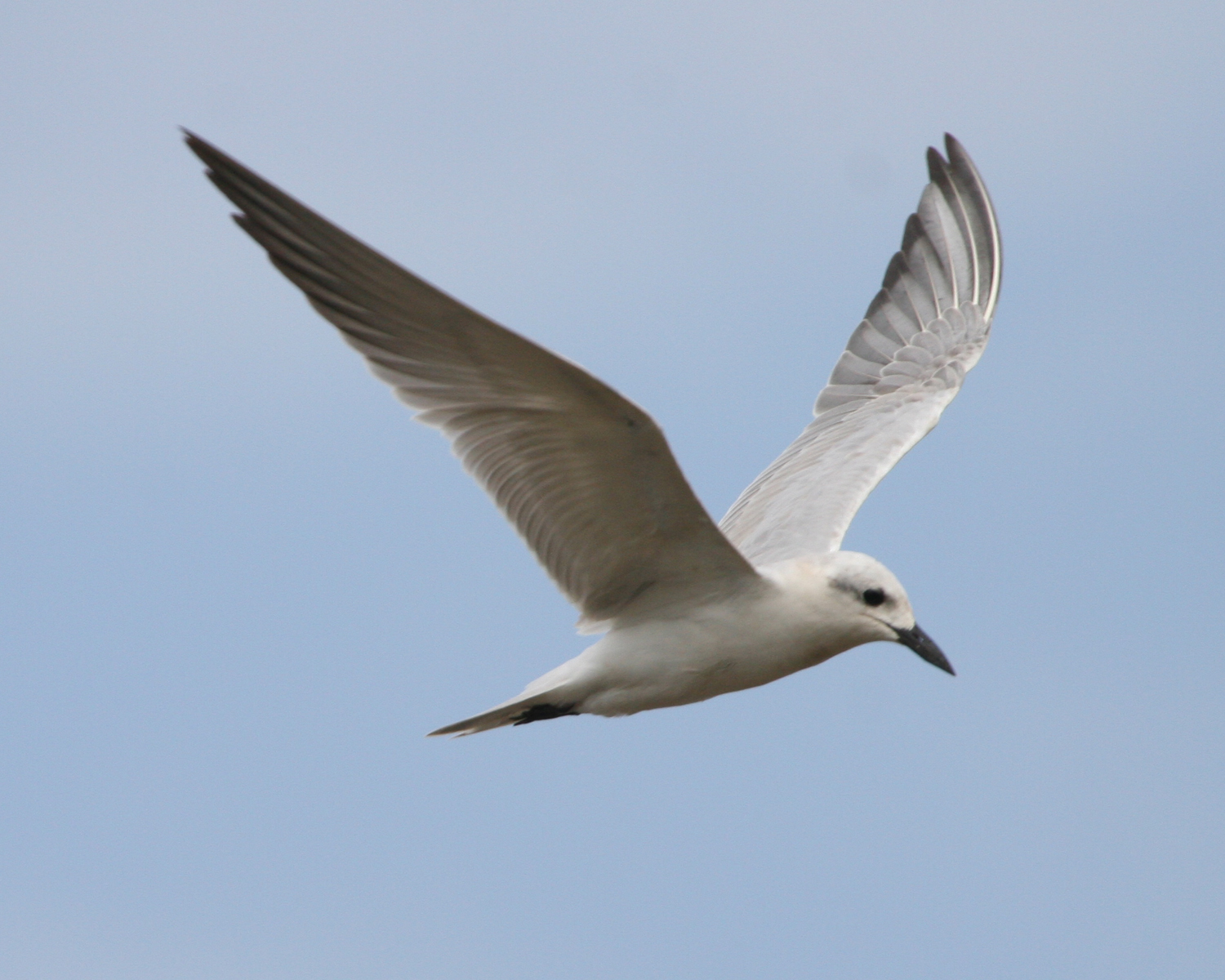
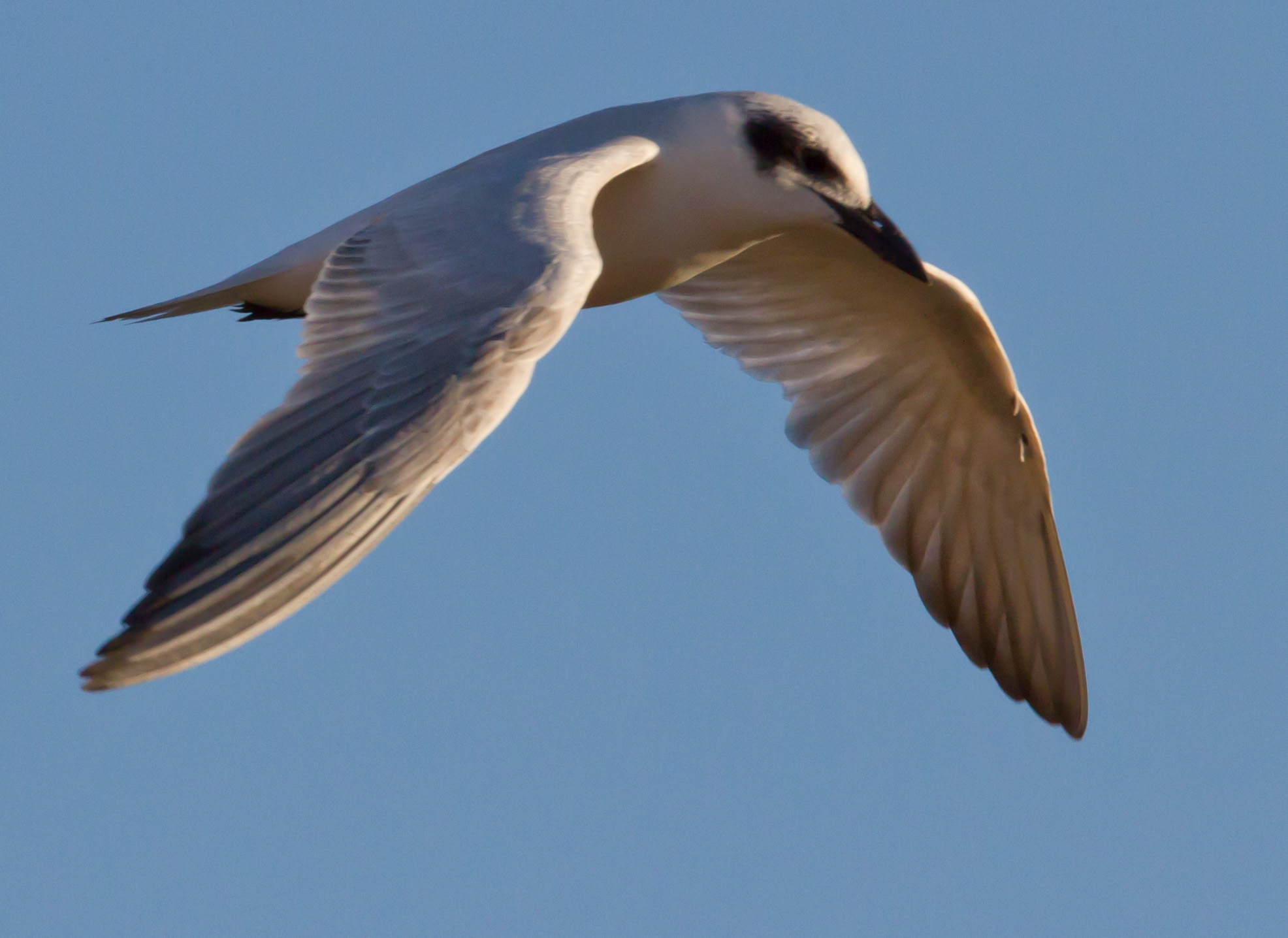
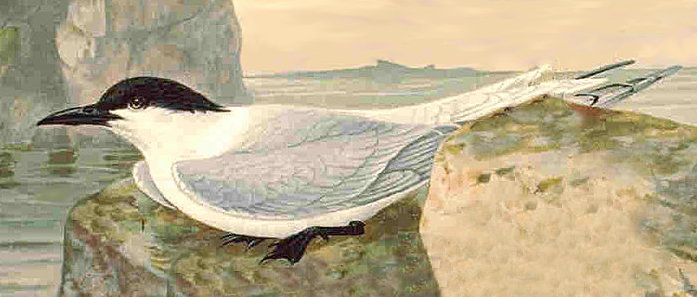
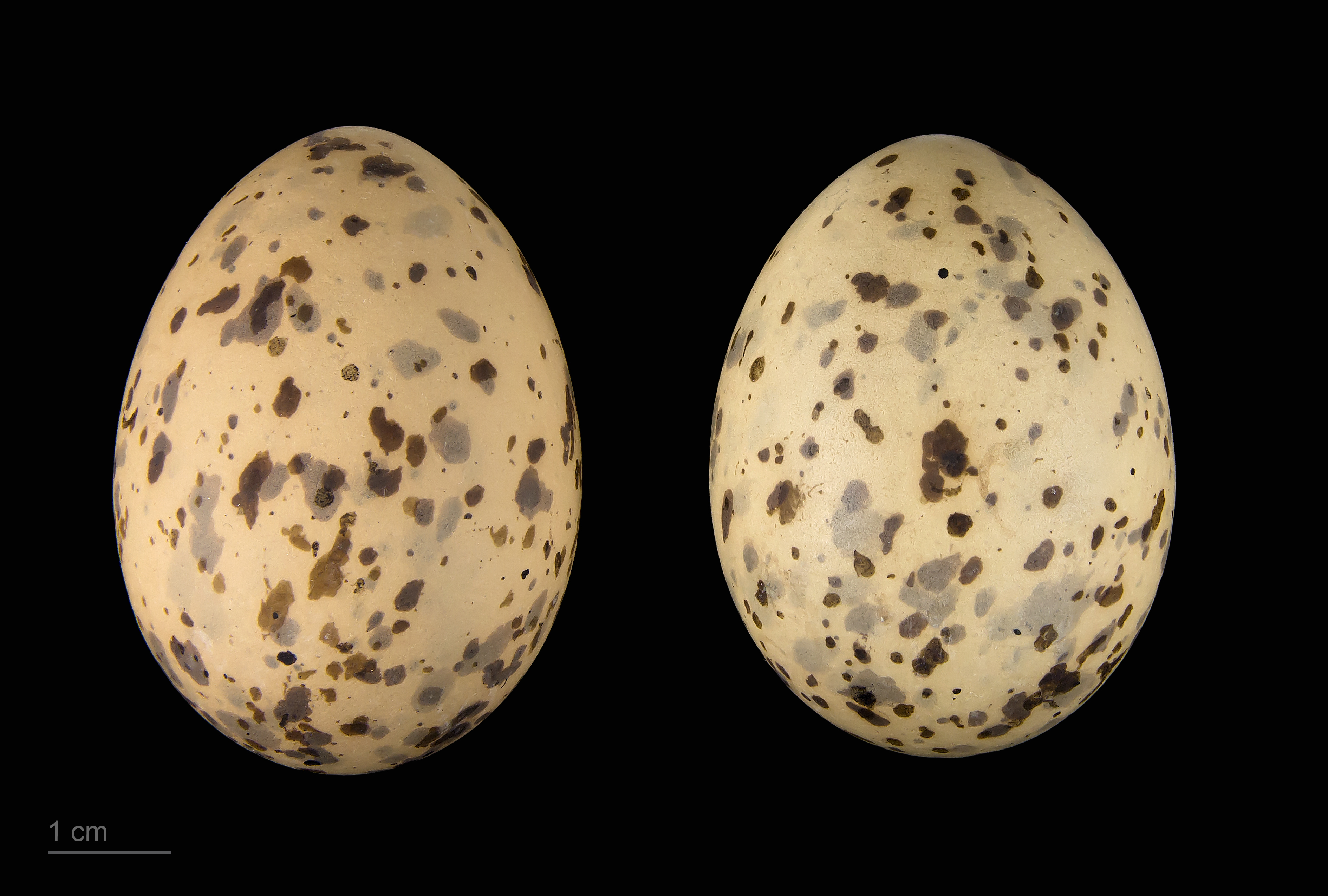
Museum specimen